# Moșilor (cartier)
Moșilor este un cartier situat în sectorul 2 al  Bucureștiului. Calea Moșilor a fost renovată în 2007, cu ocazia înlocuirii liniilor de tramvai.

## Obiective
- Foișorul de Foc
- Biserica Silvestru
- Biserica Gheorge Vechi
- Biserica Ioan Moși
- Biserica Sfinților
- Biserica Olari

### Restaurante
- Condimental de Calif
- Karishma
- Haveli
- Pizza Hut
- Restaurant Burebista
- Golden Falcon
- Ego Cafe
- KFC

### Bănci
- Banc Post
- Banca Transilvania
- Banca Comercială Română
- BRD - Groupe Société Générale
- Credit Europe Bank
- Garanti Bank
- ING Bank
- Libra Bank
- First Bank România
- Raiffeisen Bank România
- UniCredit
- Volksbank România
- ATE Bank

## Mijloace de transport
- Metrou (stația Obor)
- Tramvai 14
- Tramvai 16
- Tramvai 21
- Troliebuz 66